# Agents infectieux (maladie professionnelle)
Cet article décrit les critères administratifs pour qu'une infection contractée en milieu de soins soit reconnue comme maladie professionnelle en France.
Ce sujet relève du domaine de la législation sur la protection sociale et a un caractère davantage  juridique que médical.

## Législation enFrance

### Régime général
| Fiche Maladie professionnelle | Fiche Maladie professionnelle | Fiche Maladie professionnelle |
| Ce tableau définit les critères à prendre en compte pour qu'une infection contractée en milieu de soins soit prise en charge au titre de la maladie professionnelle | Ce tableau définit les critères à prendre en compte pour qu'une infection contractée en milieu de soins soit prise en charge au titre de la maladie professionnelle | Ce tableau définit les critères à prendre en compte pour qu'une infection contractée en milieu de soins soit prise en charge au titre de la maladie professionnelle                               |
| Régime général. Date de création : 22 juin 1984 | Régime général. Date de création : 22 juin 1984 | Régime général. Date de création : 22 juin 1984 |
| Tableau no 76 RG | Tableau no 76 RG | Tableau no 76 RG |
| Maladies liées à des agents infectieux ou parasitaires contractées en milieu d'hospitalisation et d'hospitalisation à domicile | Maladies liées à des agents infectieux ou parasitaires contractées en milieu d'hospitalisation et d'hospitalisation à domicile                                      | Maladies liées à des agents infectieux ou parasitaires contractées en milieu d'hospitalisation et d'hospitalisation à domicile                                                                    |
| --- | --- | --- |
| Désignation des maladies | Délai de prise en charge | Liste limitative des principaux travaux susceptibles de provoquer ces maladies |
| - A - Infections dues aux Staphylocoques | 10 jours | Tous travaux accomplis par le personnel de soins et assimilé, de laboratoire, de service, d'entretien ou de services sociaux mettant au contact d'un réservoir de staphylocoques.                 |
| Manifestations cliniques de staphylococcie : - septicémie, - atteinte viscérale, - panaris, avec mise en évidence du germe et typage du staphylocoque. | | |
| - B - Infections dues aux Pseudomonas aeruginosa | 15 jours | Tous travaux effectués par le personnel de soins et assimilé, de laboratoire, de service, d'entretien ou de services sociaux mettant au contact d'un réservoir de Pseudomonas aeruginosa.         |
| - septicémie, - localisations viscérales, cutanéomuqueuses et oculaires, avec mise en évidence du germe et typage du Pseudomonas aeruginosa. | | |
| - C - Infections dues aux entérobactéries | 15 jours | Tous travaux effectués par le personnel de soins et assimilé, de laboratoire, de service, d'entretien ou de services sociaux mettant au contact d'un réservoir d'entérobactéries.                 |
| septicémie confirmée par hémoculture. | | |
| - D - Infections dues aux pneumocoques | 10 jours | Tous travaux effectués par le personnel de soins et assimilé, de laboratoire, de service, d'entretien ou de services sociaux mettant au contact d'un réservoir de pneumocoques.                   |
| Manifestations cliniques de pneumococcie : - pneumonie, - bronco-pneumonie, - septicémie, - méningite purulente, confirmées par isolement bactériologique du germe ou par les résultats positifs d'une recherche des antigènes solubles. | | |
| -E - Infections dues aux streptocoques bêta-hémolytiques | . | Tous travaux effectués par le personnel de soins et assimilé, de laboratoire, de service, d'entretien ou de services sociaux mettant au contact d'un réservoir de streptocoques bêtahémolytiques. |
| Manifestations cliniques de streptococcie : - otite compliquée, - érysipèle, - broncho-pneumonie, | 15 jours | |
| - endocardite, | 60 jours | |
| - glomérulonéphrite aiguë, | 30 jours | |
| confirmées par mise en évidence de streptocoques bêta-hémolytiques du groupe A. | | |
| - F - Infections dues aux méningocoques | 10 jours | Tous travaux effectués par le personnel de soins et assimilé, de laboratoire, de service, d'entretien ou de services sociaux mettant au contact d'un réservoir de méningocoques.                  |
| - méningite, - conjonctivite, confirmées par la mise en évidence de Neisseria meningitidis. | | |
| - G - Fièvres typhoïde et paratyphoïde A et B | 21 jours | Tous travaux effectués par le personnel de soins et assimilé, de laboratoire, de service, d'entretien ou de services sociaux mettant au contact d'un réservoir de salmonelles.                    |
| Confirmées par une hémoculture mettant en évidence la salmonelle en cause et par le sérodiagnostic de Widal. | | |
| - H - Dysenterie bacillaire | 15 jours | Tous travaux effectués par le personnel de soins et assimilé, de laboratoire, d'entretien, de service ou de services sociaux mettant au contact d'un réservoir de shigelles.                      |
| Confirmée par la mise en évidence de shigelles dans la coproculture et par la séroconversion. | | |
| - I - Choléra | 7 jours | Tous travaux effectués par le personnel de soins et assimilé, de laboratoire, d'entretien, de service ou de services sociaux mettant au contact d'un réservoir de vibrions cholériques            |
| Confirmé bactériologiquement par la coproculture. | | |
| - J - Fièvres hémorragiques (Lassa, Ebola, Marburg, Congo-Crimée) | 21 jours | Tous travaux effectués par le personnel de soins et assimilé, les autres personnels du service d’hospitalisation et le personnel de laboratoire de virologie mettant au contact des virus.        |
| Confirmées par la mise en évidence du virus et/ou la présence d'anticorps spécifiques à taux significatif. | | |
| - K - Infections dues aux gonocoques | 10 jours | Tous travaux effectués par le personnel de soins et assimilé, de laboratoire, d'entretien, de service ou de services sociaux mettant au contact de malades infectés.                              |
| Manifestations cliniques : - gonococcie cutanée, - complications articulaires, confirmées par isolement bactériologique du germe. | | |
| -L - Syphilis | 10 semaines | Tous travaux effectués par le personnel de soins et assimilé, de laboratoire, d'entretien, de service ou de services sociaux mettant au contact de malades infectés.                              |
| Tréponématose primaire cutanée confirmée par la mise en évidence du tréponème et par la sérologie. | | |
| - M - Infections à Herpes virus varicellae | 21 jours | Tous travaux effectués par le personnel de soins et assimilé, personnel de service, d'entretien ou de services sociaux, mettant en contact avec des malades présentant une varicelle ou un zona.  |
| Varicelle et ses complications : - Complications de la phase aiguë : septicémie, encéphalite, neuropathie périphérique purpura thrombopénique, pneumopathie spécifique, varicelle grave généralisée. - Complications dues à l'infection chronique par le virus : zona et ses manifestations cutanées, auriculaire, ophtalmique, méningée, neurologique périphérique, algies post-zostériennes chez une personne ayant été atteinte antérieurement d'une varicelle. | | |
| - N - Gale | 7 jours | Tous travaux effectués par le personnel de soins et assimilé, de laboratoire, d'entretien, de service ou de services sociaux mettant en contact direct avec des porteurs de cette scabiose.       |
| Parasitose à Sarcoptes scabiei avec prurit et éventuellement surinfection des atteintes cutanées dues au parasite. En dehors d'un contexte épidémique, l'affection devra être confirmée par l'identification des sarcoptes. | | |
| Date de mise à jour : 19 février 1999 | | |

## Sources spécifiques
- (fr) Tableau No 76 des maladies professionnelles du régime Général

## Sources générales
- (fr) Tableaux du régime Général sur le site de l’AIMT
- (fr) Guide des maladies professionnelles sur le site de l’INRS